# 伊拉克人權
伊拉克人權可以指以下條目：
- 薩達姆·海珊上台前的伊拉克人權
- 薩達姆·海珊時代的伊拉克人權
- 美軍佔領伊拉克後的伊拉克人權
- 伊拉克庫德斯坦人權
- 伊斯蘭國家人權